# Тисолово
Тисолово (укр. Тисолово; до 2025 годах — Тисалово) — село в Нересницкой сельской общине Тячевского района Закарпатской области Украины.
Население по переписи 2001 года составляло 1281 человек. Почтовый индекс — 90534. Телефонный код — 3134. Код КОАТУУ — 2124485302.